# Fisher River (Kootenay River)
Der Fisher River ist ein ca. 56 km langer linker Nebenfluss des Kootenay River im Nordwesten des US-Bundesstaates Montana.

## Flusslauf
Der Fisher River entsteht am Zusammenfluss von Silver Butte Fisher River (links) und Pleasant Valley Fisher River (rechts). Er durchfließt den äußersten Westen der Salish Mountains, einem Teilgebirge der Rocky Mountains, in nördlicher Richtung und mündet nach 50 km Fließstrecke 5 km südlich des Libby Dam in den Kootenay River. Einschließlich des rechten Quellflusses Pleasant Valley Fisher River beträgt die Flusslänge ungefähr 133 km. Bei Flusskilometer 20 mündet der Wolf Creek, der größte Nebenfluss des Fisher River, rechtsseitig in diesen.

## Hydrologie
Der Fisher River entwässert ein Areal von 2180 km². Der mittlere Abfluss in Mündungsnähe beträgt 13,3 m³/s. Zwischen April und Juni führt der Fluss im monatlichen Mittel die größten Wassermengen.

## Pleasant Valley Fisher River
Der Pleasant Valley Fisher River ist der rechte 77 km lange Quellfluss des Fisher River. Er entspringt im Flathead County 3,2 km südsüdwestlich des Little Bitterroot Lake auf einer Höhe von etwa 1240 m. Er fließt anfangs in Richtung Westnordwest, auf den letzten etwa 30 Kilometern in Richtung Westsüdwest. Bei Flusskilometer 16 durchfließt der Fluss den Loon Lake, der nordwestlichste einer Seengruppe. Der U.S. Highway 2 folgt anschließend dem Flusslauf. Bei Flusskilometer 7 trifft der McGinnis Creek von Süden kommend auf den Fluss.

## Silver Butte Fisher River
Der Silver Butte Fisher River ist der 22,4 km lange linke Quellfluss des Fisher River. Er entspringt an der Ostflanke des Silver Butte Mountain auf einer Höhe von etwa 1580 m. Er fließt in überwiegend nordöstlicher Richtung durch das Gebirge. Etwa 6,5 Kilometer oberhalb der Mündung trifft der East Fisher Creek rechtsseitig in den Fluss.